# Anne Urbauer

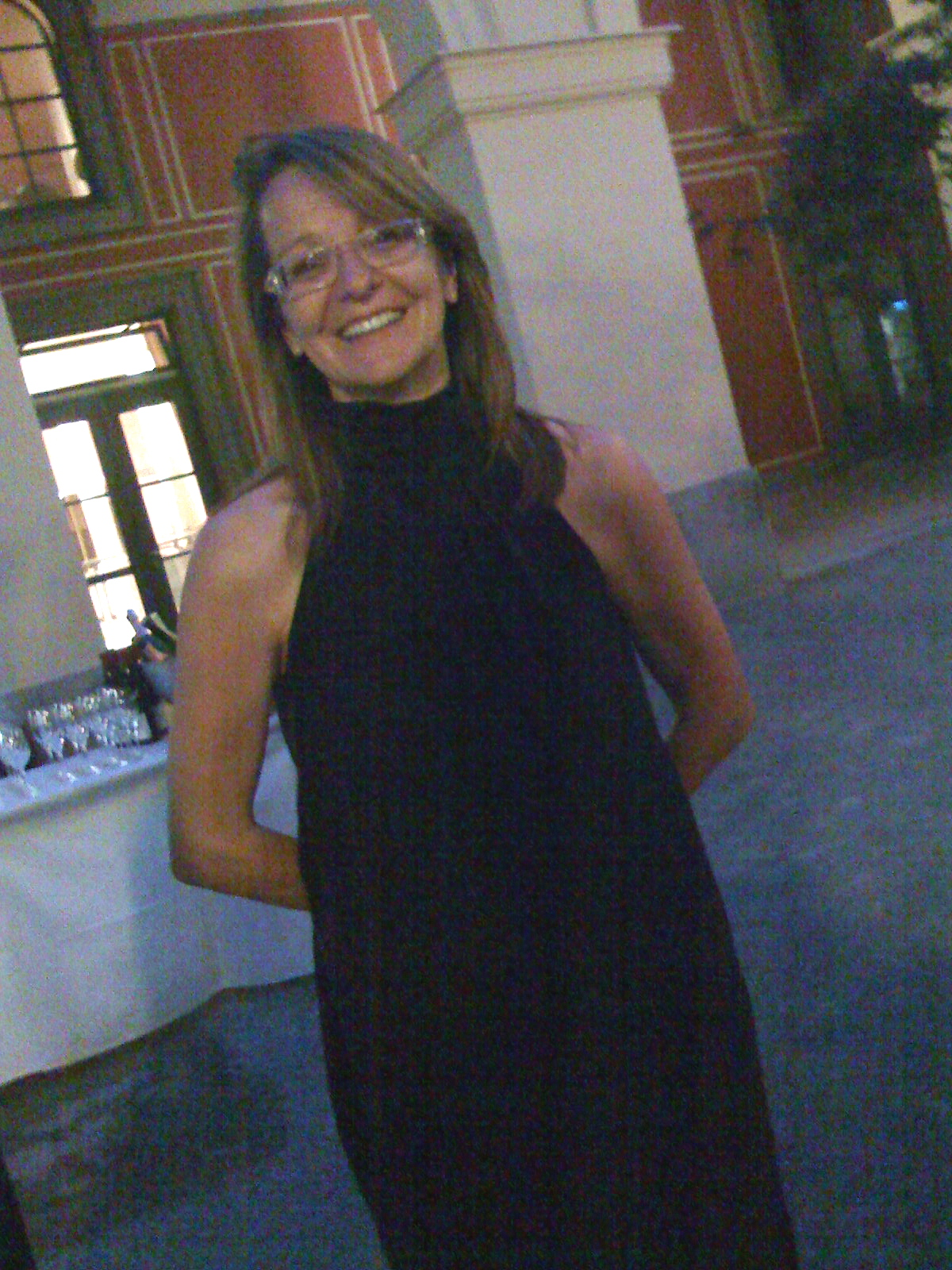
Anne Urbauer (2008)

Anne Urbauer (* 20. Jahrhundert) ist eine deutsche Publizistin und Journalistin.

## Leben
Anne Urbauer wuchs in einem landwirtschaftlichen Betrieb im oberbayerischen Emertsham auf, das heute zur Gemeinde Tacherting im Landkreis Traunstein gehört. Sie studierte an der Ludwig-Maximilians-Universität München Geschichte, Politik, Soziologie und Kommunikationswissenschaften und absolvierte die Deutsche Journalistenschule.
Ab 1984 schrieb sie als Lokalredakteurin für die Münchener Abendzeitung. 1988 wechselte sie in die Redaktion des Hamburger Zeitgeist-Magazins Tempo, wo sie das Ressort Modernes Leben leitete. 1991 übernahm sie die Ressortleitung Modernes Leben bei der Hamburger Illustrierten Stern. Von 1996 bis 1999 war Urbauer in gleicher Funktion bei der in Hamburg erscheinenden Wochenzeitung Die Woche.
Ab der Gründung des in London erscheinenden Magazins Wallpaper 1996 war sie dort bis 2002 als Contributing Editor tätig. 1999 lancierte Anne Urbauer das in Berlin erscheinende Design-Magazin H.O.M.E. Daneben entwickelte sie Spruce, ein zweimal jährlich erscheinendes Modemagazin aus dem Wallpaper-Verlag Time Warner (2001), das vielfach preisgekrönte MINIInternational Magazin (2001) und die Beilage Stil der NZZ am Sonntag, die Sonntagsausgabe der Neuen Zürcher Zeitung (2003).
Von 2005 bis 2007 leitete Urbauer zusammen mit Patricia Riekel den Relaunch des Frauenmagazin Amica.
Im Dezember 2007 lancierte Urbauer zusammen mit Markus Peichl das Magazin Liebling. Von 2009 bis 2011 verantwortete sie den Relaunch des von der Bayerischen Staatsoper herausgegebenen Magazins Max Joseph, für den die Lead Academy Hamburg 2012 den Lead Award in der Hauptkategorie Lead Magazin des Jahres vergab, weil ein „eher elitäres und als verstaubt angesehenes Thema unglaublich frisch, zeitgemäß und für jedermann zugänglich umgesetzt wird“.
2010 verantwortete sie den Relaunch der Zeitschrift Country. Seit 2011 arbeitet sie in München und St. Gallen als Kommunikationsberaterin für Firmen in Mode und Design sowie für Verlage.

## Auszeichnungen
- Nominierung für den Goldenen Prometheus 2006 als Fachpressejournalist des Jahres.